# Superpuchar Niemiec w piłce siatkowej mężczyzn (2021)
Superpuchar Niemiec w piłce siatkowej mężczyzn 2021 (oficjalnie Volleyball Supercup Männer 2021) – szósta edycja rozgrywek o Superpuchar Niemiec rozegrana 2 października 2021 roku w Palmberg Arena w Schwerinie. W meczu o Superpuchar udział wzięły dwa kluby: mistrz Niemiec w sezonie 2020/2021 – Berlin Recycling Volleys oraz zdobywca Pucharu Niemiec w tym sezonie – United Volleys Frankfurt.
Po raz trzeci z rzędu zdobywcą Superpucharu Niemiec został klub Berlin Recycling Volleys.
MVP spotkania wybrany został Amerykanin Benjamin Patch.

## Drużyny uczestniczące
| Drużyna                  | Osiągnięcia w sezonie 2020/2021 |
| ------------------------ | ------------------------------- |
| Berlin Recycling Volleys | mistrzostwo Niemiec             |
| United Volleys Frankfurt | zdobycie Pucharu Niemiec        |

## Mecz
Sobota, 2 października 2021 – 20:00 (UTC+02:00) • Palmberg Arena, Schwerin
Widzów: 947
Czas trwania meczu: 74 minuty
Sędziowie: Lutz Steinmetz i Ines Zeidler-Rentzsch
| Berlin Recycling Volleys | 3:0                          | United Volleys Frankfurt |
| Benjamin Patch 18 pkt    | (25:18, 25:19, 25:20) raport | Daniel Malescha 12 pkt   |

| Poz.                 | Nr | Zawodnik         | 1        | 2           | 3          | 4 | 5 | Pkt |
| -------------------- | -- | ---------------- | -------- | ----------- | ---------- | - | - | --- |
| P                    | 3  | Ruben Schott     | 5 dwa    | 6 trzy      | 5 dwa      |   |   | 9   |
| Ś                    | 4  | Jeffrey Jendryk  | 9 sześć  | 4 jeden     | 9 sześć    |   |   | 9   |
| Ś                    | 5  | Nehemiah Mote    | 6 trzy   | 7 cztery    | 6 trzy     |   |   | 5   |
| R                    | 6  | Siergiej Grankin | 4 jeden  | 5 dwa       | 4 jeden    |   |   | 1   |
| P                    | 11 | Cody Kessel      | 8 pięć   | 9 sześć     | 8 pięć     |   |   | 13  |
| A                    | 13 | Benjamin Patch   | 7 cztery | 8 pięć      | 7 cztery   |   |   | 18  |
| L                    | 10 | Santiago Danani  | L        | L           | L          |   |   |     |
| Zmiany               |    |                  |          |             |            |   |   |     |
| P                    | 1  | Adam Kowalski    |          | 20 zmiana11 |            |   |   |     |
| R                    | 15 | Matthew West     |          | 14 zmiana5  | 14 zmiana5 |   |   |     |
| Nie weszli na boisko |    |                  |          |             |            |   |   |     |
| P                    | 9  | Timothée Carle   |          |             |            |   |   |     |
| A                    | 17 | Marek Šotola     |          |             |            |   |   |     |
| Trener               |    |                  |          |             |            |   |   |     |
| Cédric Énard         |    |                  |          |             |            |   |   |     |

| Poz.                 | Nr | Zawodnik        | 1          | 2          | 3           | 4 | 5 | Pkt |
| -------------------- | -- | --------------- | ---------- | ---------- | ----------- | - | - | --- |
| R                    | 1  | Byron Keturakis | 8 pięć     | 9 sześć    | 20 zmiana11 |   |   | 2   |
| Ś                    | 4  | Noah Baxpöhler  | 7 cztery   | 8 pięć     | 8 pięć      |   |   | 3   |
| P                    | 8  | Robin Baghdady  | 6 trzy     | 7 cztery   | 7 cztery    |   |   | 10  |
| A                    | 11 | Daniel Malescha | 5 dwa      | 6 trzy     | 6 trzy      |   |   | 12  |
| Ś                    | 15 | James Weir      | 4 jeden    | 5 dwa      | 5 dwa       |   |   | 7   |
| P                    | 18 | Viktor Lindberg | 9 sześć    | 4 jeden    | 4 jeden     |   |   | 2   |
| L                    | 2  | Satoshi Tsuiki  | L          | L          | L           |   |   |     |
| Zmiany               |    |                 |            |            |             |   |   |     |
| A                    | 10 | Jochen Schöps   |            |            | 23 zmiana14 |   |   |     |
| R                    | 14 | Leon Dervisaj   | 10 zmiana1 | 10 zmiana1 | 9 sześć     |   |   | 2   |
| Nie weszli na boisko |    |                 |            |            |             |   |   |     |
| P                    | 5  | Jonas Reinhardt |            |            |             |   |   |     |
| Ś                    | 6  | Paul Henning    |            |            |             |   |   |     |
| P                    | 9  | Max Staples     |            |            |             |   |   |     |
| L                    | 16 | Leo Bernsmann   |            |            |             |   |   |     |
| P                    | 17 | Linus Hüger     |            |            |             |   |   |     |
| Trener               |    |                 |            |            |             |   |   |     |
| Christophe Achten    |    |                 |            |            |             |   |   |     |

## Statystyki meczowe
| BER | STATYSTYKI        | UVF |
| 75  | MAŁE PUNKTY       | 57  |
| 45  | ATAK              | 29  |
| 7   | BLOK              | 4   |
| 3   | SERWIS            | 5   |
| 20  | BŁĘDY PRZECIWNIKA | 19  |

## Wyjściowe ustawienie drużyn
| Grankin Schott Mote Patch Kessel Jendryk Danani Weir Malescha Baghdady Baxpöhler Keturakis Lindberg Tsuiki |